# Magyar népdalok BB99
A Magyar népdalok Bartók Béla 1930-ban írt vegyeskari műve (BB 99 / Sz 93 / W 65). Az ősbemutató Kecskeméten volt 1936. május 11-én. A Kecskeméti Városi Dalárdát Vásárhelyi Zoltán vezényelte.
A mű dalai:
1. Börtönben (Elhervadt cidrusfa) ca. 2'47"
2. A bujdosó (Ideje bujdosásimnak) ca. 4'42"
3. Az eladó lány (Adj el, anyám, adj el, mer itthagylak) ca. 1'32"
4. Dal ca. 2'50"
  - Tulsó soron innend is (Sarjút eszik az ökröm)
  - Az én lovam, Szajkó

## Kapcsolódó lapok
- Bartók Béla népdalfeldolgozásai